# Belgische waterslager
De Belgische waterslager of Canaris Malinois is een tam zangkanarieras afkomstig uit België. Er worden wedstrijden mee georganiseerd waarbij de zang van de waterslager wordt beoordeeld en gequoteerd. 
De waterslager stamt af van de wilde kanarie. De hoofdkleur is geel. De Koninklijke Belgische Federatie van Kanarieliefhebbers (K.B.F.K.) is de organisatie die zich bezighoudt met de keurmeesters op te leiden.

## Geschiedenis
De Belgische waterslager stond vroeger bekend als de Mechelse Zangkanarievogel (Canaris Malinois) of de Antwerpse Waterslager en het ras werd vroeger dan ook vooral rond Mechelen en Antwerpen gekweekt. De eerste vereniging van waterslagerkwekers werd in Antwerpen op 15 maart 1872 opgericht, onder de naam: "De Verenigde Vrienden". Deze vereniging bestaat nog steeds (2013) en gaat nu door het leven als de "Koninklijke Verenigde Vrienden van Antwerpen". In 1905 kreeg het kanarieras officieel de naam van Belgische waterslager.
De Belgische waterslager heeft veel geleden onder de Eerste Wereldoorlog, omdat slechts enkele kwekers de vogels konden blijven voeden en in stand houden.

## Standaardbeschrijving
De kleur is geel of licht gevlekt. De houding is licht naar voren gebogen met de vleugels gesloten tegen het lichaam, maar tijdens de zang zijn de vleugels licht hangend. De grootte bedraagt 16,5 cm; of in ieder geval tussen de 15 en 17 cm. De kop is klein, langgerekt en niet gevuld. Het lichaam dient afgerond te zijn, met een gevulde rug en brede borst. De poten zijn fijn en van een gemiddelde lengte. Verder is de staart gesloten en is de bepluiming gesloten en glad.

## Wetenswaardigheden
De Belgische waterslager staat ook bekend als logo van Radio 2